# Lap
El lap Larb (laos: ລາບ; tailandès: ลาบ, RTGS: lap, pronunciat [lâːp], també escrit laap, larp, lahb o laab) és un tipus d'amanida de carn de Laos que és el plat nacional de Laos, juntament amb amanida de papaia verda i arròs glutinós. Larb també es menja àmpliament a Tailàndia. Les variants locals de larb també apareixen a les cuines dels pobles Tai de l'estat Shan, Birmània i la província de Yunnan, Xina.